# Hedemora gammelgård

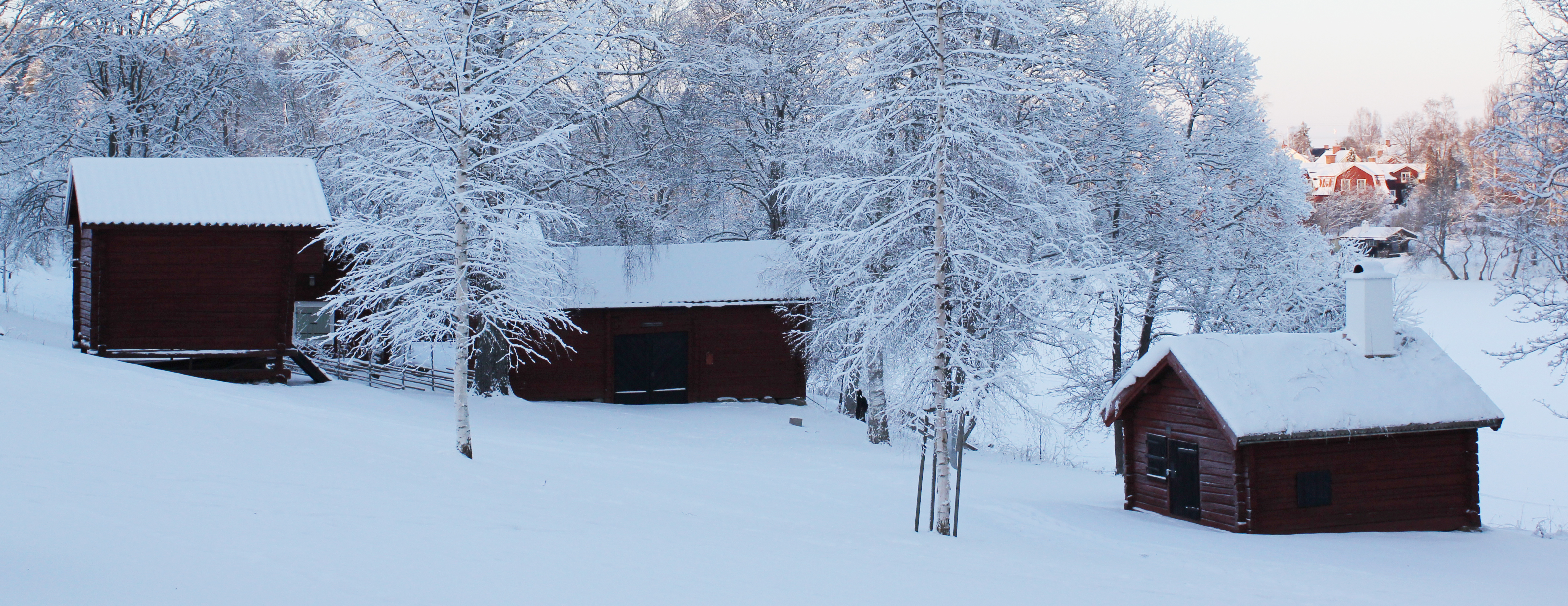
Härbret, stallet och smedjan.

Hedemora gammelgård är en hembygdsgård i Hedemora. Gården är invigd 1915 (året innan Sveriges Hembygdsförbund bilades) och är en av de äldsta i landet. Till hembygdsgården hör en samling av cirka 4 500 gamla föremål, främst liar, då Hedemora i äldre tider var känt för sitt liesmide. På somrarna har gården kaféverksamhet och Hedemoras officiella midsommarfirande är förlagt till gammelgården. I gammelgården kan man också beskåda en minnessten över Kerstin Hed och en byst föreställande Karl Trotzig, skapad av konstnären Arvid Backlund. Totalt består gammelgården av 12 byggnader, förutom toaletter och scen. Inne på området står även den före detta vaktmästarbostaden till Petersburg, stadens vattenverk och före detta ångkraftverk, vilket ligger strax intill.

## Historik
År 1908 bildades Föreningen Hedemora Gammelgård efter ett ungdomsmöte 1905 och en hembygdskommitté tillsatts 1907. Karl Trotzig var den som engagerade sig mest i projektet, som skulle visa hur livet på 1700-talet kunde te sig. Hedemora stad skänkte en bit mark på Badelundaåsens sluttning mot sjön Hönsan 1908, dit en parstuga från Hedgården i Vikbyn flyttades. Inköp och flytt av stugan var i hög utsträckning finansierat av medel som samlades in vid ungdomsmötet 1905. 12 juni 1915 invigdes gammelgården och bestod då av åtta byggnader samt ett flertal planterade björkar.

## Byggnader

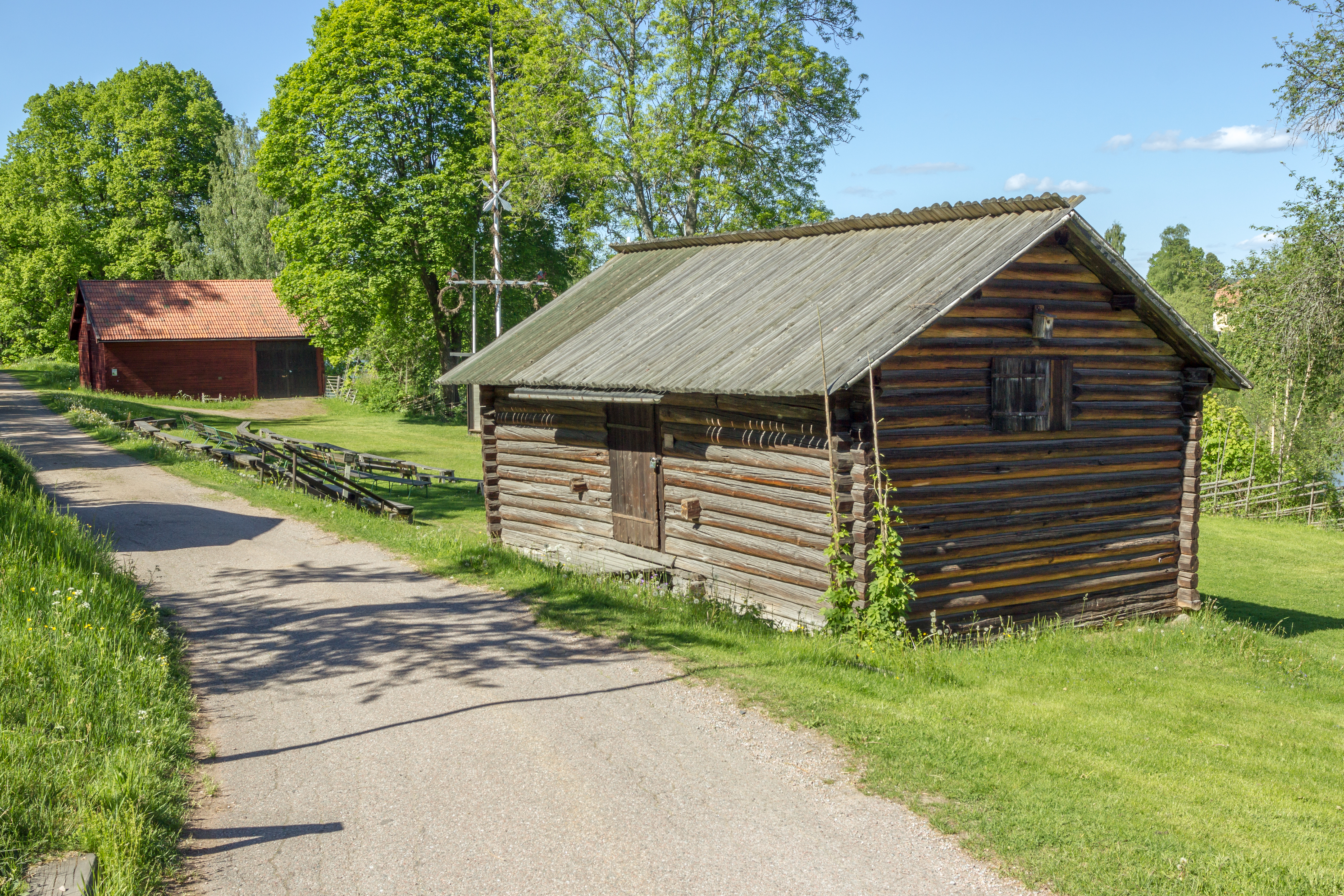
Trösklogen i förgrunden, körlogen i bakgrunden.

- Trösklogen, en trösklada från 1679, är gammelgårdens äldsta byggnad. Den kommer från Övernora i Husby socken, består av tre rum och vind och kom till gammelgården 1920. Numera används logen som museum för att bland annat visa antika jordbruksredskap, vagnar och brandredskap.[4]
- Loftboden, troligen från 1600-talet, kommer från Björsjö i Grytnäs socken och flyttades till gammelgården 1909. Byggnaden består av fyra rum, som visar en skomakarverkstad, en snickarbod, en mjölkbod samt en kläd- och vävkammare.[2]
- Bryggstugan, numera använd som kaféets kök, är ursprungligen uppförd 1745 och kommer från Mångs i Mälby. Den tillkom 1914–1915 och består av sters (brygg- och bakkök) samt pigkammare.[2]
- Storstugan, en parstuga från 1776, har tidigare stått i Vikbyn utanför Hedemora och var, som tidigare nämnts, hembygdsgårdens första byggnad. Stugan har en del med eldstad ("stuggu"), där en boendemiljö visas, samt en klädkammare ("fâsstäkammân"), där textilier och delar till dräkter förvaras. Den andra halvan av stugan, "astugga", är utan eldstad och visar en gästabudssal.[2]
- Stallet, med port- och vagnslider, kommer från Klackens by i Säters socken och flyttades till gammelgården 1914–1915. En vindflöjel med årtalet 1764 har tidigare suttit på taket. I byggnaden visas gamla seldon och jordbruksredskap.[2]
- Härbret är troligen från 1600-talet, kommer från Skommargården i Ivarshyttan och kom till gammelgården 1914–1915.
- Smedjan är en liesmedja, troligen från 1700-talet. Den kommer från Davidshyttan,[2] och fanns på plats vid invigningen 1915.[3] Smedjan har en välbevarad interiör och används ibland för att visa hur smide går till. I smedjan finns flera gamla smidesverktyg och olika smiden.[2]
- Bastun är en linbasta från 1757, vilken även den fanns på plats vid invigningen 1915.[3] Bastun användes för torkning av lin och säd, och kommer från Örjasgården i Västerby.[2]
- Linbodarna är en byggnad med bodar för försäljning av lin och linprodukter. Den stod på Långgatan, vid Stora torget, i Hedemora och flyttades till gammelgården 1916. Den användes av hälsingebönder som under början av 1800-talet reste till vintermarknaden i Hedemora för att sälja sina varor, och var i drift som marknadsstånd ända in på 1900-talet. Istället för fönster har bodarna lämmar som fälls ut och fungerar som butiksdiskar.[2][5]
- Dalska stugan var även detta en linbod[6] från 1800-talet.[2] Stugan var Elin Dahls sommarstuga i Svensbo vid Backa, och skänktes till Föreningen Hedemora Gammelgård i samband med firandet av Karl Trotzigs 100-årsminne.[6]
- Bagarstugan, en före detta tröskloge i Ivarhyttan, tillkom 1998 och hyrs ut för tunnbrödsbak.[7]
- Logen fungerar som gammelgårdens samlingslokal. Det är en så kallad körloge, i vilken man kan köra in i med hästkärra från två håll. Byggnaden har en stock med årtalet 1830 på, och flyttades till gammelgården 1992–1993. I samband med detta fick logen även en ny gavelvägg. Logen har laxknutar och kommer liksom härbret från Skommargården i Ivarshyttan.[8]

## Bildgalleri

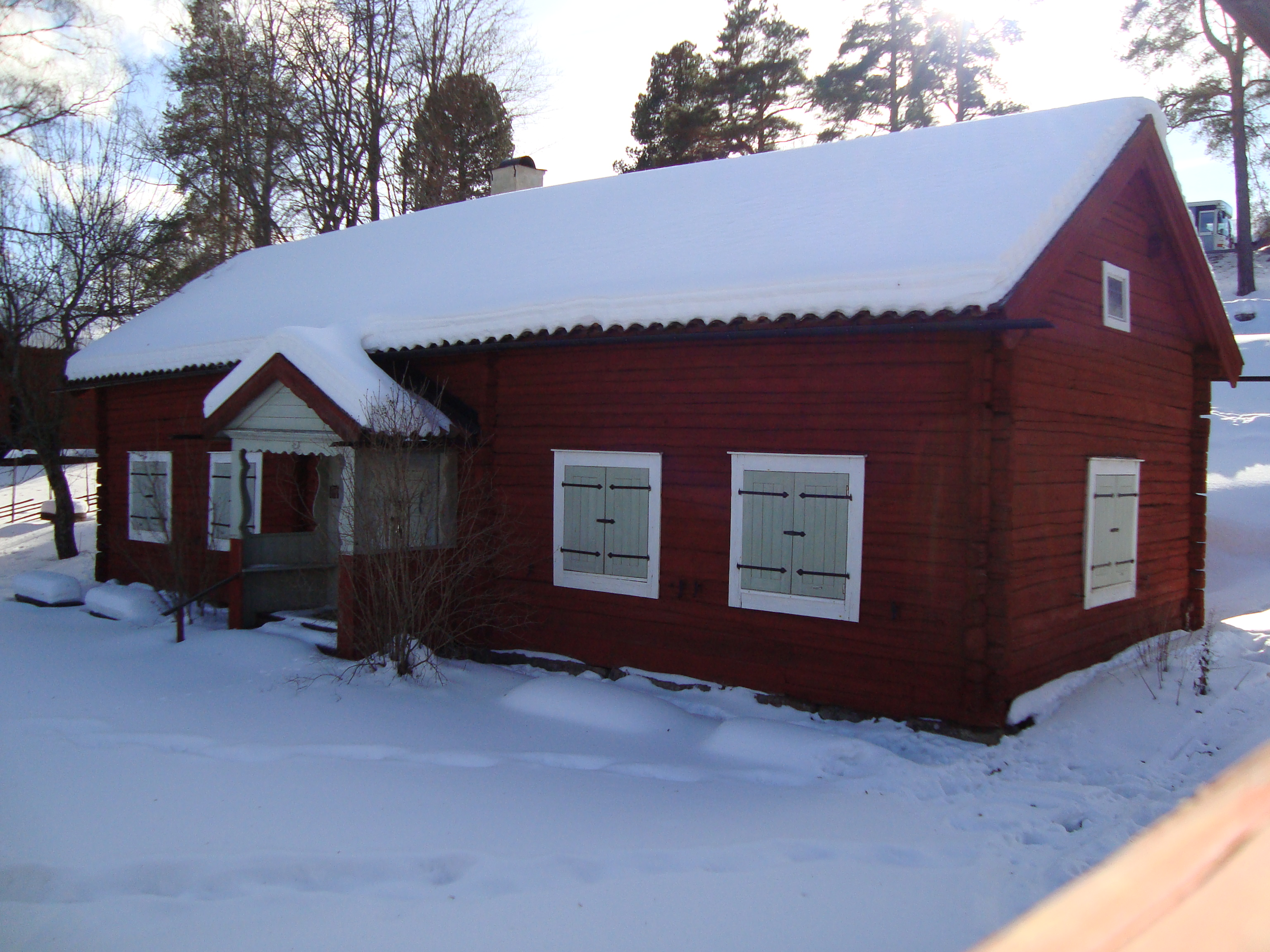
Storstugan
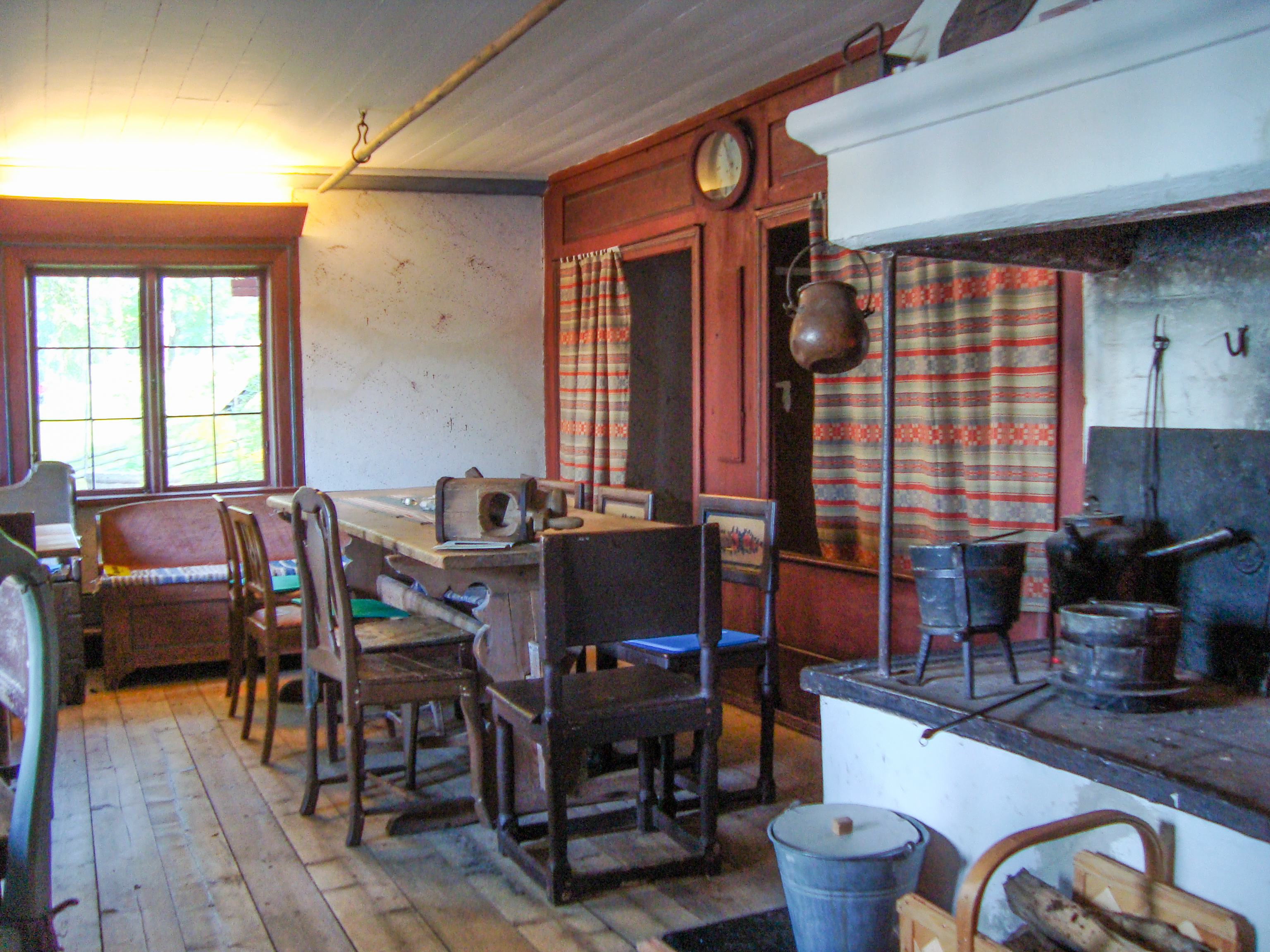
Stuggu i Storstugan
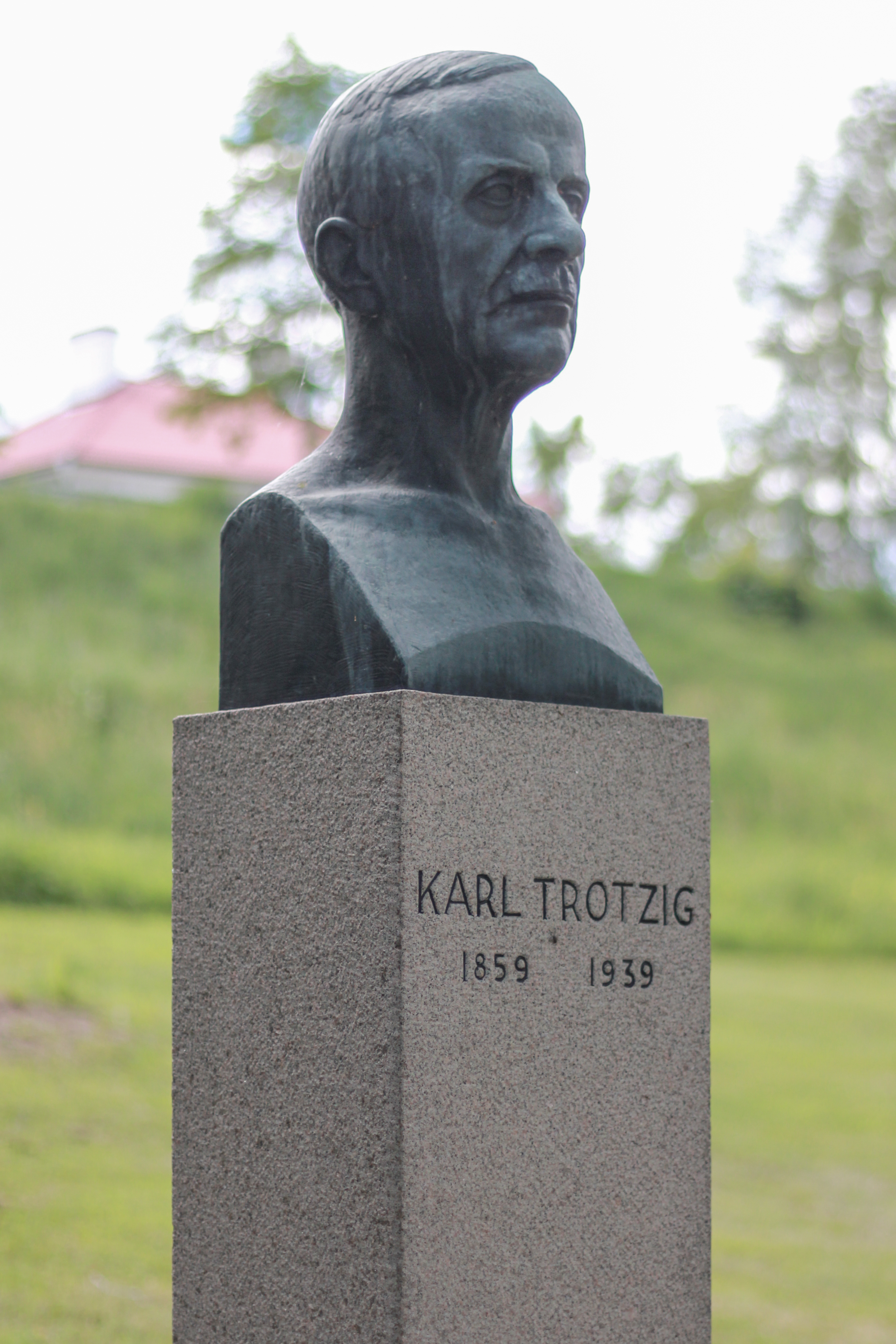
Byst föreställande Karl Trotzig (1859–1939)
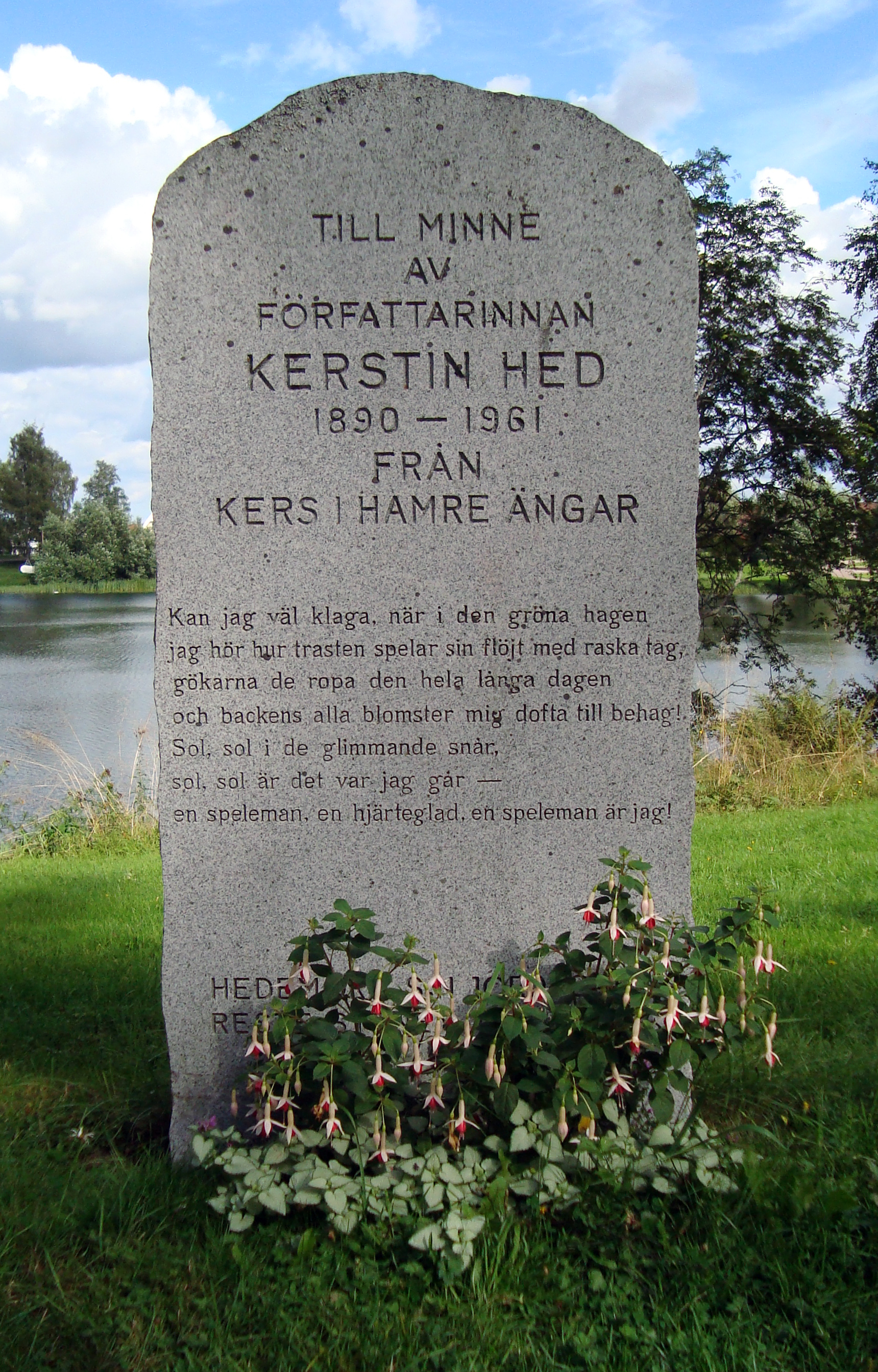
Minnessten över Kerstin Hed (1890–1961)
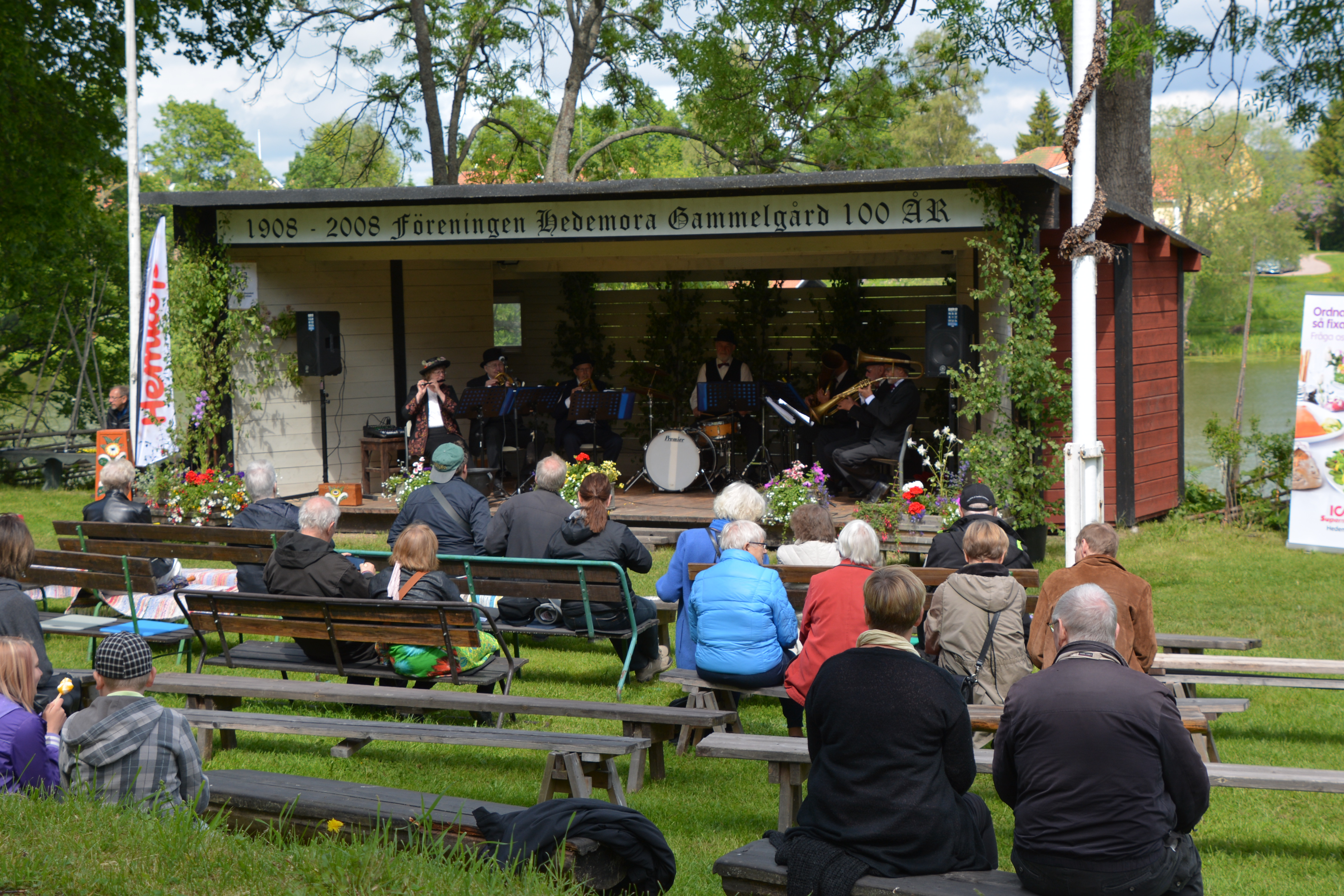
Orkestern Byblåset spelar vid Hedemora gammelgårds 100-årsjubileum 2015